# Obad (Timiș)

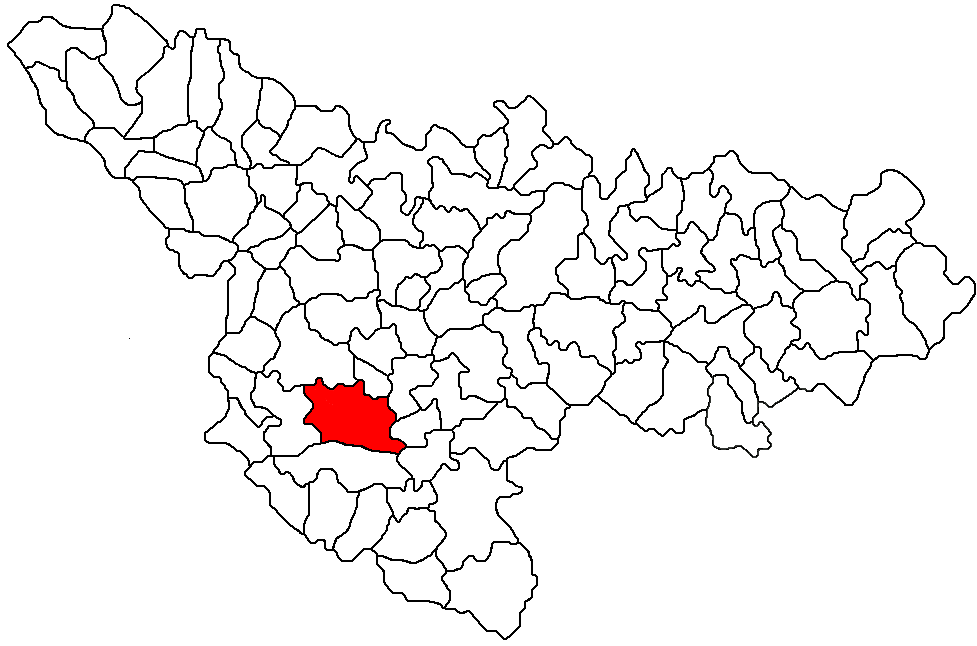
Lage von Ciacova im Kreis Timiș

Obad (deutsch Obad, ungarisch Obád) ist ein Dorf im Kreis Timiș, Banat, Rumänien. Obad gehört administrativ zur Kleinstadt Ciacova.

## Geografische Lage
Bobda liegt im Süden des Kreises Timiș, in 6 Kilometer Entfernung von Ciacova und 30 Kilometer von Timișoara, an der Kreisstraße 693B Jebel-Ciacova und an der Bahnstrecke Jebel-Ciacova-Giera. Der Bahnhof heißt „Obădeni haltă“.

## Nachbarorte
| Peciu Nou | Parța                                       | Pădureni |
| Petroman  | Kompassrose, die auf Nachbargemeinden zeigt | Jebel    |
| Ciacova   | Ghilad                                      | Voiteg   |

## Geschichte
Der Ort wurde 1332 in den päpstlichen Zehntlisten erstmals mit dem Namen Huhad urkundlich erwähnt. Später tauchen die Bezeichnungen Hunud und Ohod auf. Im 15. und 16. Jahrhundert wurde hier die Festung Ohab errichtet.
Auf der Josephinischen Landaufnahme von 1717, ist der Ort Obadie eingetragen, hat 60 Häuser und gehört zum Distrikt Ciacova. Nach dem Frieden von Passarowitz (1718), als das Banat eine Habsburger Krondomäne wurde, war Obad Teil des Temescher Banats. 
Am 4. Juni 1920 wurde das Banat infolge des Vertrags von Trianon dreigeteilt. Der größte, östliche Teil, zu dem auch Obad gehört, fiel an das Königreich Rumänien.

## Demografie
| 1880 | 731 | 544 | 12 | 171 | 4  |
| 1910 | 991 | 530 | 12 | 387 | 62 |
| 1930 | 982 | 560 | 37 | 322 | 63 |
| 1977 | 683 | 560 | 8  | 77  | 38 |
| 2002 | 598 | 587 | 7  | -   | -  |